# Arta erotică de la Pompeii și Herculaneum
Arta erotică de la Pompeii și Herculaneum îndeplinea atât funcția de artă erotică, cât și cea de pornografie. Orașele Romane Pompeii și Herculaneum, aflate în jurul Golfului Napoli au fost distruse de erupția Vezuviului din 79, salvând și păstrând toate artefactele pe care acestea le aveau de oferit până când arheologii au început săpăturile, începând cu secolul al XVIII-lea.